# Андреа Петкович
Андреа Петкович (нім. Andrea Petković, серб. Андреа Петковић, нар. 5 вересня 1987) — німецька тенісистка сербсько-боснійського походження. 
Андреа народилася в Тузлі й почала грати в теніс у Дармштадті, коли їй було 6 років. Її батько, Зоран Петкович, теж був тенісистом і виступав за Югославію в Кубку Девіса. Родина Петкович переселилася в Німеччину, а в 2001 після восьми років проживання в країні Андреа отримала німецьке громадянство. Професіональною тенісисткою Андреа стала порівняно пізно, уже після закінчення школи. У 2008 вона вступила до університету заочного навчання. Вона розмовляє сербською, німецькою, англійською та французькою мовами.
Для Андреа властивий агресивний стиль гри, потужні удари із задньої лінії. Вона почала підійматися у світовому рейтингу в 2010, а на квітень 2011 вперше увійшла у чільну двадцятку.

### Виступи в турнірах Великого шолома в одиночному розряді
| W | Ф | ПФ | ЧФ | #Р | КТ | К# | DNQ | A | NH |

| Турнір          | 2007 | 2008 | 2009 | 2010  | 2011 | 2012 | 2013 | 2014 | 2015 | 2016 | 2017 | 2018 | 2019 | 2020 | 2021 | 2022 | Ус     | В–П   | % В |
| --------------- | ---- | ---- | ---- | ----- | ---- | ---- | ---- | ---- | ---- | ---- | ---- | ---- | ---- | ---- | ---- | ---- | ------ | ----- | --- |
| Australian Open | A    | 1к   | 2к   | 2к    | ЧФ   | A    | A    | 1к   | 1к   | 1к   | 2к   | 2к   | 1к   | A    | 1к   | 1к   | 0 / 12 | 8–12  | 40% |
| French Open     | 2к   | A    | К1   | 2к    | ЧФ   | A    | К2   | ПФ   | 3к   | 2к   | 1к   | 3к   | 3к   | 1к   | 1к   | 2к   | 0 / 12 | 19–12 | 61% |
| Wimbledon       | К1   | A    | К2   | 1к    | 3к   | A    | 2к   | 3к   | 3к   | 2к   | 1к   | 2к   | 1к   | NH   | 2к   | 1к   | 0 / 11 | 10–11 | 48% |
| US Open         | 2к   | A    | 1к   | 4к[1] | ЧФ   | 1к   | 1к   | 3к   | 3к   | 2к   | 1к   | 1к   | 3к   | A    | 2к   | 1к   | 0 / 14 | 15–14 | 52% |
| Виграші-Поразки | 2–2  | 0–1  | 1–2  | 4–4   | 14–4 | 0–1  | 1–2  | 9–4  | 6–4  | 3–4  | 1–4  | 4–4  | 4–4  | 0–1  | 2–4  | 1–4  | 0 / 49 | 52–49 | 51% |

## Фінали турнірів WTA

### Одиночний розряд: 13 (7 титулів, 6 поразок)
| Легенда                |
| ---------------------- |
| Grand Slam             |
| WTA Elite Trophy (1–0) |
| WTA 1000 (0–1)         |
| WTA 500 (2–0)          |
| WTA 250 (4–5)          |

| Фінали за покриттям |
| ------------------- |
| Тверде (2–3)        |
| Трава (0–1)         |
| Ґрунт (5–2)         |
| Килим (0–0)         |

| Результат | В-П | Дата     | Турнір                                         | Категорія     | Покриття   | Опонент              | Рахунок        |
| --------- | --- | -------- | ---------------------------------------------- | ------------- | ---------- | -------------------- | -------------- |
| Перемога  | 1–0 | Лип 2009 | Gastein Ladies, Австрія                        | International | Ґрунт      | Ралука Олару         | 6–2, 6–3       |
| Поразка   | 1–1 | Чер 2010 | Rosmalen Grass Court Championships, Нідерланди | International | Трава      | Жустін Енен          | 6–3, 3–6, 4–6  |
| Поразка   | 1–2 | Січ 2011 | Brisbane International, Австралія              | International | Тверде     | Петра Квітова        | 1–6, 3–6       |
| Перемога  | 2–2 | Тра 2011 | Internationaux de Strasbourg, Франція          | International | Ґрунт      | Маріон Бартолі       | 6–4, 1–0, ret. |
| Поразка   | 2–3 | Жов 2011 | China Open, КНР                                | Premier M     | Тверде     | Агнешка Радванська   | 5–7, 6–0, 4–6  |
| Поразка   | 2–4 | Чер 2013 | Nuremberg Cup, Німеччина                       | International | Ґрунт      | Сімона Халеп         | 3–6, 3–6       |
| Поразка   | 2–5 | Сер 2013 | Washington Open, США                           | International | Тверде     | Магдалена Рибарикова | 4–6, 6–7(2–7)  |
| Перемога  | 3–5 | Кві 2014 | Charleston Open, США                           | Premier       | Ґрунт      | Яна Чепелова         | 7–5, 6–2       |
| Перемога  | 4–5 | Лип 2014 | Gastein Ladies, Австрія (2)                    | International | Ґрунт      | Шелбі Роджерс        | 6–3, 6–3       |
| Перемога  | 5–5 | Лис 2014 | Турнір чемпіонок WTA, Болгарія                 | Elite Trophy  | Тверде (i) | Флавія Пеннетта      | 1–6, 6–4, 6–3  |
| Перемога  | 6–5 | Лют 2015 | Diamond Games, Бельгія                         | Premier       | Тверде (i) | Карла Суарес Наварро | walkover       |
| Поразка   | 6–6 | Лип 2021 | Hamburg European Open, Німеччина               | WTA 250       | Ґрунт      | Елена-Габрієла Русе  | 6–7(6–8), 4–6  |
| Перемога  | 7–6 | Сер 2021 | Cluj-Napoca Open, Румунія                      | WTA 250       | Ґрунт      | Маяр Шеріф           | 6–1, 6–1       |

### Парний розряд: 3 (1 титул, 2 поразки)
| Легенда       |
| ------------- |
| Grand Slam    |
| WTA 1000      |
| WTA 500 (1–1) |
| WTA 250 (0–1) |

| Фінали за покриттям |
| ------------------- |
| Тверде (1–1)        |
| Трава (0–0)         |
| Ґрунт (0–1)         |
| Килим (0–0)         |

| Результат | В-П | Дата     | Турнір                            | Категорія     | Покриття | Партнер         | Опоненти                                  | Рахунок  |
| --------- | --- | -------- | --------------------------------- | ------------- | -------- | --------------- | ----------------------------------------- | -------- |
| Поразка   | 0–1 | Лип 2009 | Gastein Ladies, Австрія           | International | Ґрунт    | Татьяна Марія   | Андреа Сестіні Главачкова Луціє Градецька | 2–6, 4–6 |
| Поразка   | 0–2 | Січ 2016 | Brisbane International, Австралія | Premier       | Тверде   | Анджелік Кербер | Мартіна Хінгіс Саня Мірза                 | 5–7, 1–6 |
| Перемога  | 1–2 | Жов 2021 | Chicago Fall Classic, США         | WTA 500       | Тверде   | Квета Пешке     | Керолайн Долегайд Коко Вандевей           | 6–3, 6–1 |